# 穆坪兔儿风
穆坪兔儿风（学名：Ainsliaea lancifolia）是菊科兔儿风属的植物，为中国的特有植物。分布在中国大陆的贵州、云南等地，生长于海拔1,600米至2,400米的地区，多生长于林下阴湿处以及草丛中，目前尚未由人工引种栽培。